# Jigawa Golden Stars Football Club
Le Jigawa Golden Stars Football Club est un club nigérian de football basé à Dutse, une ville pas loin de Kano. 

## Historique
Le club participe à plusieurs reprises au championnat de première division au cours des années 2000 et 2010.

## Anciens joueurs
- Emanuel Baba